# Erwin Geschonneck
Erwin Geschonneck (ur. 27 grudnia 1906 w Bartoszycach, zm. 12 marca 2008 w Berlinie) – niemiecki aktor filmowy. Związany z teatrem Erwina Piscatora.

## Życiorys
W latach 30. XX wieku przebywał w Związku Radzieckim, w 1938 r. został zmuszony przez NKWD do opuszczenia ZSRR. W marcu 1939 został aresztowany w Pradze i przekazany Gestapo. Następnie był więziony w obozach koncentracyjnych KL Sachsenhausen, KL Dachau i KL Neuengamme. 3 maja 1945 przeżył zatopienie statku Cap Arcona.
Po II wojnie światowej grał w Hamburgu i Berlinie Wschodnim. W 1949 związał się z Berliner Ensemble.
Odznaczony m.in. Orderem Karla Marksa oraz Orderem Zasług dla Ojczyzny.

## Filmografia
- 1931: Kuhle Wampe (reż. Slatan Dudow)
- 1947: W tamtych dniach (reż. Helmut Käutner)
- 1948: Finale (reż. Ulrich Erfurth)
- 1948: Miłość ’47 (Liebe 47, reż. Wolfgang Liebeneiner)
- 1949: Hafenmelodie (reż. Hans Müller)
- 1949: Futro pana Krugera (Der Biberpelz, wg Gerharta Hauptmanna, reż. Erich Engel)
- 1950: Kamienne serca (Das kalte Herz, reż. Paul Verhoeven)
- 1951: Topór z Wandsbek (Das Beil von Wandsbek, wg Arnolda Zweiga, reż. Falk Harnack)
- 1952: Przeklęta wyspa (Schatten über den Inseln, reż. Otto Meyer)
- 1953: Niezwyciężeni (Die Unbesiegbaren, reż. Arthur Pohl)
- 1954: Alarm w cyrku (Alarm im Zirkus, reż. Gerhard Klein)
- 1955: Mutter Courage und ihre Kinder (wg Bertolta Brechta, reż. Wolfgang Staudte)
- 1956: Hauptmann z Kolonii (Der Hauptmann von Köln, reż. Slatan Dudow)
- 1956: Przygody Dyla Sowizdrzała (Les Aventures de Till l'Espiègle, koproducja Francja/NRD, reż. Gérard Philipe)
- 1957: Schlösser und Katen (reż. Kurt Maetzig)
- 1957: Herr Puntila und sein Knecht Matti (film TV wg Bertolta Brechta, reż. Manfred Wekwerth, Peter Palitzsch)
- 1958: Der Lotterieschwede (wg Martina Andersena Nexø, reż. Joachim Kunert)
- 1958: Poszukiwacze słońca (Sonnensucher, reż. Konrad Wolf, film zakazany do 1972)
- 1960: Uskrzydleni (Leute mit Flügeln, reż. Konrad Wolf)
- 1960: Pięć łusek (Fünf Patronenhülsen, reż. Frank Beyer)
- 1961: Gewissen in Aufruhr (film TV wg Rudolfa Petershagena, reż. Hans-Joachim Kasprzik)
- 1962: Ach, du fröhliche (reż. Günter Reisch)
- 1963: Nadzy wśród wilków (Nackt unter Wölfen, wg Bruno Apitza, reż. Frank Beyer)
- 1963: Karbid i szczaw (Karbid und Sauerampfer, reż. Frank Beyer)
- 1965: Berlin um die Ecke (reż. Gerhard Klein)
- 1967: Die Fahne von Kriwoj Rog (reż. Kurt Maetzig)
- 1967: Ein Lord am Alexanderplatz (reż. Günter Reisch)
- 1970: Jeder stirbt für sich allein (film TV wg Hansa Fallady, reż. Hans-Joachim Kasprzik)
- 1970: Kupujemy wóz strażacki (Wir kaufen eine Feuerwehr, reż. Hans Kratzert)
- 1974: Telefon 110 (Polizeiruf 110: Der Tod des Professors, odcinek serialu TV, reż. Hans-Joachim Hildebrandt, Thomas Jacob)
- 1975: Jakub kłamca (Jakob der Lügner / Jakub lhář, wg Jurka Beckera, koprodukcja NRD/CSRS, reż. Frank Beyer, jedyny film wytwórni DEFA nominowany do Oscara)
- 1975: Looping (reż. Kurt Tetzlaff)
- 1975: Bankett für Achilles (reż. Roland Gräf)
- 1976: Das Licht auf dem Galgen (wg Anny Seghers, reż. Helmut Nitzschke)
- 1977: Die Insel der Silberreiher / Ostrov stříbrných volavek (film TV, koprodukcja NRD/CSRS, reż. Jaromil Jireš)
- 1978: Kombinator (Anton der Zauberer, wg Karla-Georga Egela, reż. Günter Reisch)
- 1978: Des kleinen Lokführers große Fahrt (film TV, reż. Hans Werner)
- 1978: Abschied vom Frieden (wg F. C. Weiskopfa, reż. Hans-Joachim Kasprzik)
- 1980: Młyn Lewina (Levins Mühle, wg Johannesa Bobrowskiego, reż. Horst Seemann)
- 1981: Meschkas Enkel (Fernsehfilm, Regie: Klaus Gendries)
- 1981: Asta mein Engelchen (reż. Roland Oehme)
- 1982: Benno macht Geschichten (film TV, reż. Helmut Krätzig)
- 1982: Człowiek z Cap Arcony (Der Mann von der Cap Arcona, reż. Lothar Bellag)
- 1986: Wie die Alten sungen… (reż. Günter Reisch)
- 1988: Mensch, mein Papa…! (reż. Ulrich Thein)
- 1995: Matulla und Busch (film TV, reż. Matti Geschonneck)